# ONE FC: Warrior's Way
ONE FC: Warrior's Day foi um evento de artes marciais mistas promovido pelo ONE Fighting Championship, ocorrido em 5 de dezembro de 2014 no SM Mall of Asia Arena em Pasay City, Filipinas.

## Background
O evento teve a estréia promocional do veterano do UFC Brandon Vera, seu oponente foi o Campeão Peso Pesado do URCC Igor Subora.

## Resultados
^ a: Pelo Cinturão Peso Galo do ONE FC.

## Ligações Externas
1. ↑  a[›]